# 长蕊木姜子
长蕊木姜子（学名：Litsea longistaminata）为樟科木姜子属下的一个种。